# Super Trucks Racing
Super Trucks Racing (conhecido na Europa e no Japão como Super Trucks) é um jogo eletrônico de truck racing para o PlayStation 2, desenvolvido pelo estúdio britânico Jester Interactive. Todos os pilotos e informações do patrocinador baseiam-se na temporada de 2002 da série de corridas Super Trucks.
De acordo com a arte da caixa europeia, o jogo se compara aos da série TOCA Touring Cars em esteroides. No entanto, a arte da caixa norte-americana é considerada uma versão simplificada da arte da caixa vista na Europa. Todos os efeitos visuais e revisões estão ausentes na versão norte-americana e a classificação ESRB é mostrada em vez da classificação ELSPA. A música tema usada no título de abertura é "Bug", interpretada em estilo heavy metal pela banda Feeder, como parte do álbum Echo Park. A maioria das outras músicas do jogo são consideradas músicas techno feitas ao som dos motores amplificados a mais de 196,3 km/h. Isso torna os caminhões um pouco mais rápidos do que suas contrapartes na vida real, que estão restritas a um limite máximo de velocidade de 160,9 km/h por motivos de segurança.

## Jogabilidade
Enquanto o caminhão do jogador tem combustível limitado, o jogador deve manter a temperatura de seus freios, resfriando-os com água. Uma opção no menu pode ser alternada para que esta tarefa possa ser feita manualmente ou automaticamente pelo jogo. Como não há uma quantidade ilimitada de água para resfriar os freios, mesmo o resfriamento automático dos freios não garante automaticamente que a temperatura dos freios permanecerá fria nas corridas mais longas ou nas sessões de treinos.
Os caminhões especializados são dezoito rodas que são modificados para corridas em circuitos mistos; a grande maioria desses cursos está localizada na Europa (incluindo o Circuito Paul Armagnac em Nogaro, França). A Fórmula 1, como a física e o giro, dominam as pistas. O Darlington Raceway (referido no jogo como "Darlington Autodrome" sem motivo aparente) é considerado um dos poucos cursos norte-americanos no jogo. No entanto, ele usa as curvas para a direita e para a esquerda como um percurso em vez do oval padrão usado para corridas da NASCAR. Todos os pilotos do mundo real que estão no jogo são de origem europeia. Embora o pit lane possa ser visto durante a condução pela linha de largada/chegada, a entrada para o pit lane é bloqueada e os pit stops não são permitidos em nenhum modo do jogo.
Todos os fabricantes que competiram no Campeonato Europeu de Corridas de Caminhões de 2001 estão representados, com exceção da Mercedes-Benz, cujos pilotos aparecem no jogo como parte de uma equipe de corrida "Moto LKW" não licenciada. Isso se deve ao relacionamento em andamento da Mercedes-Benz com a desenvolvedora de jogos Synetic, que produziu o Mercedes-Benz Truck Racing em 2000 e, mais tarde, produziria o Mercedes-Benz World Racing em 2003.

## Fabricantes e pilotos
| Fabricante | Piloto               | Notas                      |
| ---------- | -------------------- | -------------------------- |
| DAF        | Alain Ferte          |                            |
| Tatra      | Stan Matejovsky      |                            |
| MAN        | Antonio Albacete     |                            |
| Moto LKW   | Steve Parrish        |                            |
| Buggyra    | Gerd Korber          |                            |
| CAT        | Harri Luostarinen    |                            |
| MAN        | Boije Overbrink      |                            |
| MAN        | Markus Bosiger       |                            |
| Moto LKW   | Markus Oestreich     |                            |
| MAN        | Fritz Kreutzpointner |                            |
| Moto LKW   | Ludovic Stern        |                            |
| MAN        | Fabien Calvet        |                            |
| MAN        | Noel Crozier         |                            |
| DAF        | Simone Braun         | Apenas na versão europeia  |
| DAF        | Shaun Clark          | Apenas na versão americana |

Nota 1: A Jester não obteve a licença da Mercedes-Benz para este jogo. Portanto, qualquer piloto ou equipe que estivesse participando de uma delas foi automaticamente alterado para a marca fictícia "Moto LKW".  Na tela de visualização do caminhão, seus motores foram renomeados para "Rennenmaschine". Este nome traduz aproximadamente para "Race Machine" ("Máquina de Corrida").
Nota 2: A versão americana do jogo conta com o piloto britânico Shaun Clark, que substitui o francês Simone Braun, pilotando pela DAF.

## Pistas
- Jarama
- Nogaro
- Valencia
- Dewberry Hill*
- Imilano*
- Darlington*
- Northwest 200*
- Springdale*
- Delpalma*
- Madrid*
- Tilburg*
- Most
- Zolder
- Lausitzring
- Alastaro

A versão europeia apresenta 7 pistas de 6 países diferentes. Todas existem na vida real, sendo estas Jarama, Nogaro, Valencia, Most, Zolder, Lausitzring e Alastaro. Por outro lado, a versão americana conta com 15 pistas, 8 a mais que a versão europeia. As pistas que aparecem na versão americana são Dewberry Hill, Imilano, Darlington, Northwest 200, Springdale, Deplalma, Madrid e Tliburg, sendo que as duas últimas são as versões inversas dos circuitos de Jarama e Zolder, respectivamente.

## Modos de jogo
| Nome do modo    | Descrição |
| --------------- | --- |
| Championship    | O jogador deve guiar seu piloto escolhido para um campeonato progressivamente mais difícil. Cinco grandes campeonatos com regras diferentes são usados. Campeonatos mais difíceis são desbloqueados com vitórias no campeonato nos torneios mais fáceis.                                          |
| Single Race     | Este modo consiste em correr contra um amigo ou o computador para exigir direitos em um curso. As faixas para corridas no modo de corrida única devem ser desbloqueadas ao vencer sua respectiva corrida no modo de campeonato. Caso contrário, o jogador é bloqueado com três pistas de corrida. |
| Arcade Mode     | O modo arcade vem com um tempo de arcada especial semelhante aos jogos de corrida old-school como o Pole Position. |
| Time Trial Mode | O tempo neste modo é registrado por até 100 horas (equivalente a 4 dias e 4 horas) e um número ilimitado de voltas. |
| Survival Mode   | Dez pilotos devem competir uns contra os outros até que haja apenas um piloto restante. No entanto, isso deve ser desbloqueado antes que a opção possa ser selecionada. |

## Recepção
O jogo recebeu uma recepção esmagadoramente positiva, descrita na ignição como uma "lufada de ar fresco".